# Giulia Tonelli
Giulia Tonelli (* 3. August 1983 in Saint-Julien-en-Genevois) ist eine italienische Ballerina. Sie ist erste Solistin des Zürcher Balletts, der ständigen Kompanie des Opernhauses Zürich in der Schweiz.

## Biografie

### Beruflicher Werdegang
Geboren in Frankreich, verbrachte sie ihre Kindheit in Pisa, wo sie die Tanzschulen von Joana Butnariu und Marina van Hoecke, der Schwester des Tänzers und Choreografen Micha van Hoecke, besuchte. Ihre professionelle Ausbildung begann sie an der Schule Balletto di Toscana und setzte sie an der Ballettakademie der Wiener Staatsoper unter der Leitung von Bella Račinskaja fort.
Nach ihrem akademischen Abschluss erhielt sie 2001 ihr erstes Engagement beim Wiener Staatsopernballett. Im folgenden Jahr wurde sie vom Königlichen Ballett von Flandern engagiert, wo sie zur Demi-Solistin befördert wurde. In Antwerpen tanzte sie Solopartien in vielen grossen Werken, darunter Balanchines Apollon Musagète, Forsythes In the Middle Somewhat Elevated, Dornröschen in der Version von Marcia Haydée, Kyliáns Duo aus 27’52” und die Titelrolle in Petipas Giselle.
2010 kam sie als Solistin zum Zürcher Ballett, wo sie Hauptrollen in neuen Kreationen von Spoerli, Goecke, McGregor, Lee, Forsythe, Kylián und in Alexei Ratmanskys Schwanensee tanzte. Sie tanzte die Hauptrollen von Julia und Lena in Christian Spucks Romeo und Julia und Leonce und Lena und Betsy in Anna Karenina. Sie wurde erneut für Hauptrollen in William Forsythes Quintett, Christian Spucks Messa da Requiem, Crystal Pites Emergence und Edward Clugs Faust besetzt. Beim Zürcher Ballett wurde sie 2018 zur Ersten Solistin befördert. Für die Rolle des Gretchens, der Protagonistin des Faust, wurde sie von Dance Europe für die beste Darbietung des Jahres 2018 in einer Frauenrolle ausgezeichnet.
Sie wurde als Ehrengast zu zahlreichen internationalen Tanzgalas eingeladen, darunter die Bilbao Gala d’Etoiles 2009, die Prague International Ballet Gala 2014 und 2015, die Udine Red Cross International Dance Gala 2013 und 2015. 2010 wählte das Schweizer Fernsehen sie als Hauptdarstellerin für eine Kampagne zur Verkehrssicherheit aus. 2016 widmete ihr das SRF einen kurzen Dokumentarfilm mit dem Titel «Ein Tag im Leben einer Primaballerina». 2021 wurde sie interviewt, um die Premiere von Winterreise zu präsentieren, dem Ballett, mit dem Christian Spuck den Prix Benois de la Danse gewann und das auf Arte wiederaufgenommen wurde.
Am 23. März 2023 erschien der Dokumentarfilm «Becoming Giulia» in den Kinos und begleitete Giulia Tonelli nach ihrem Mutterschaftsurlaub bei ihrem Wiedereinstieg.

### Privatleben
Giulia Tonelli ist seit 2014 mit Bernhard Auchmann, einem ETH-Ingenieur aus Österreich, verheiratet. Die Schwangerschaft, die im Dezember 2018 zur Geburt eines Sohnes führte, war Gegenstand eines Berichts über die Erfahrungen von Primaballerinen, die in den intensivsten Jahren ihrer Karriere Kinder bekamen, der von der Zeitschrift Danza&Danza veröffentlicht wurde.

## Anerkennungen
- 2003 – Goldmedaille und erster Preis beim Internationalen Tanzwettbewerb «Eurocity» in Castiglioncello (LI)
- 2013 – Internationaler Tanzpreis Giuliana Penzi[19]
- 2017 – Tanzpreis der Freunde des Balletts Zürich[20]
- 2018 – Herausragende Leistung einer Tänzerin des Jahres 2018 für die Rolle des Gretchen im Ballett Faust von E. Clug, Dance Europe
- 2023 – Gewinnerfilm Publikumspreis 2022[21]